# Lewiston (Idaho)
Lewiston település az Amerikai Egyesült Államok Idaho államában, Nez Perce megyében, melynek megyeszékhelye is. Lakosainak száma 34 203 fő (2020. április 1.).

## Népesség
A település népességének változása:
| Lakosok száma | 1560 | 739  | 849  | 2425 | 6043 | 31 894 | 34 203 |
|               | 1870 | 1880 | 1890 | 1900 | 1910 | 2010   | 2020   |